# Triante

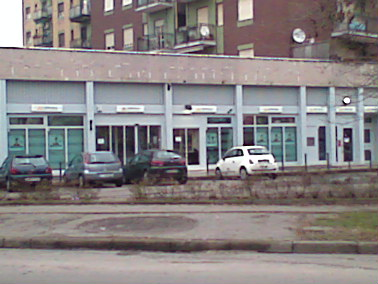
L'ancienne Cascina Triante, qui a donné son nom au quartier, désormais une banque

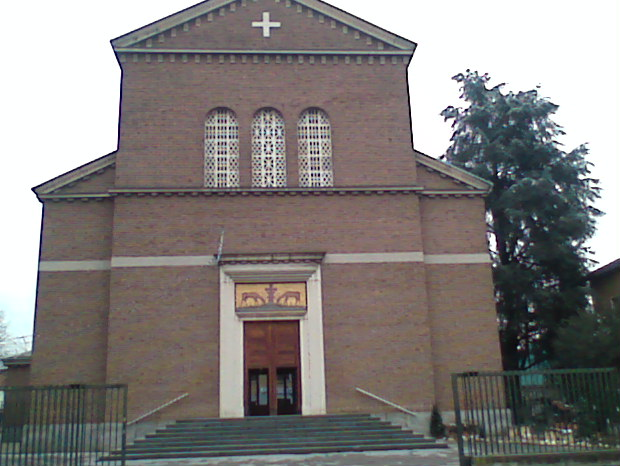
L'église du Sacré-Cœur

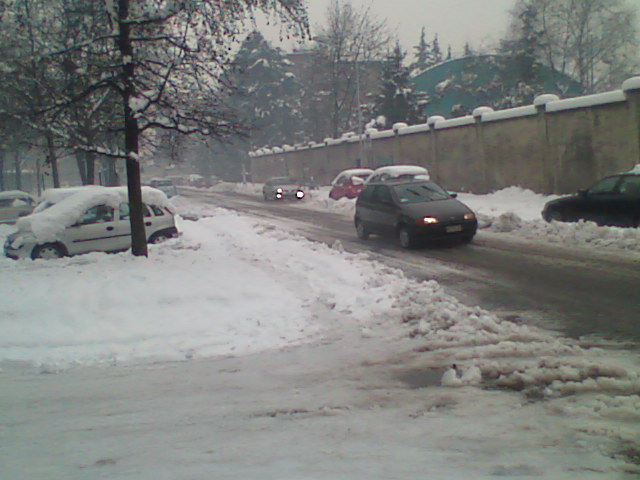
Via Umberto Biancamano couverte de neige.

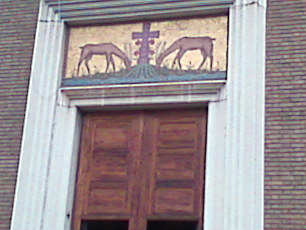
La porte de l'église du Sacré-Cœur

Le quartier Triante est un quartier du Nord-Ouest de la ville de Monza en Lombardie. Il appartient administrativement au district 4 de la ville.
C'est l'un des plus célèbres de la ville, en plus de la position géographique dans la région il y a plusieurs bâtiments résidentiels, des banques et des boutiques, un cinéma multiplexe et une paroisse, des pistes cyclables, de trois écoles publiques et de nombreux lieux de divertissement (équipements sportifs, discothèques, etc.).

## Étymologie
Le nom provient de la Cascina Triante (Triant en lombard) situé au centre du quartier, qui est muni de trois entrées.
Depuis la période d'après-guerre la Cascina a été démolie et à sa place se trouve maintenant une banque.

## Situation
Le district 4 jouxte ceux de San Biagio, de San Fruttuoso et de San Giuseppe. Il est traversé par canal Villoresi.
Les rues principales du quartier sont : via Felice Cavallotti (l'une des principales artères qui relient la vieille ville), via Vittorio Veneto (la route qui relie la via Cavallotti et la SS36) et via Monte Cervino, célèbre pour ses nombreux espaces verts.

## Population
Il y a 33 863 habitants dans le district ce qui représente 27,88 % de la population totale et leur moyenne d'âge est de 44 ans alors que la proportion de personnes âgées de plus de 65 ans est de 22,51 %. Le district 4 est le plus peuplé de tous les districts de Monza.

## Monuments
L'église du Sacré-Cœur est le seul lieu de culte dans le quartier, et est situé sur la via Vittorio Veneto.

## Dégradation dans le quartier
Le quartier en ces dernières années a connu de nombreux problèmes liés à la prostitution, ce phénomène s'est produit dans le quartier pour sa proximité de l'avenue Lombardia (connue sous le nom de SS36), qui affecte non seulement la zone de l'avenue en question, mais les rues alentour : Duca d'Aosta, Andrea Doria, Vittorio Veneto et Carlo Emanuele I.
À l'automne 2008, la municipalité de Monza a adopté des mesures restrictives pour combattre ce problème, en installant des caméras dans les zones concernées, afin de décourager les clients de lucioles et de réduire le risque de rejet illicite des déchets.

## Sports
Triante possède un grand nombre d'installations sportives de la ville :
- Une piscine dans la Via Pitagora
- Des courts de tennis sur la Via Pitagora
- L' Oratorio Don Bosco de Via Duca d'Aosta, juste derrière l'église
- Le centre sportif de football (utilisé par les Ges Monza), football et golf.
- Le centre sportif de l'équipe de Triante Triante 2000 situé dans Viale Lombardie dans les environs de Rondo dei Pini.

## Galerie de photos

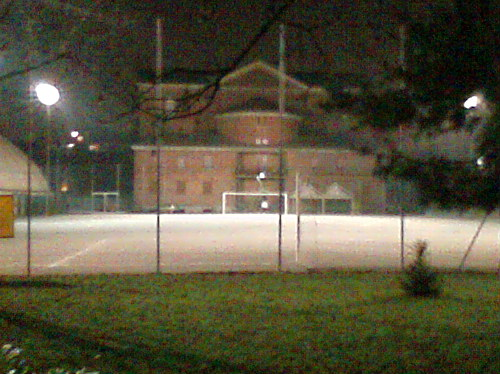
L'église du Sacré-Cœur et le terrain de football
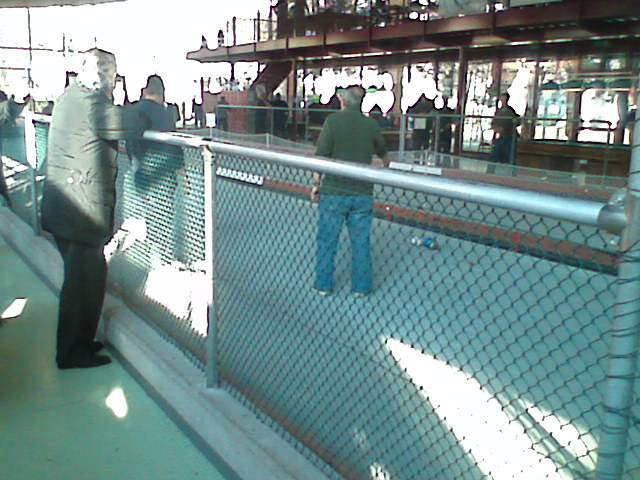
Les Bols
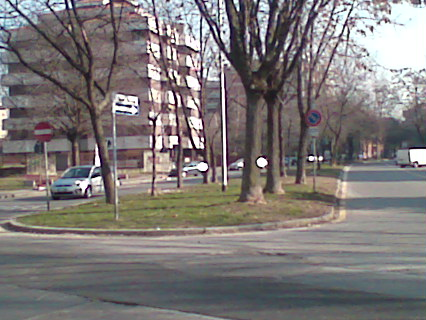
Via Monte Cervino
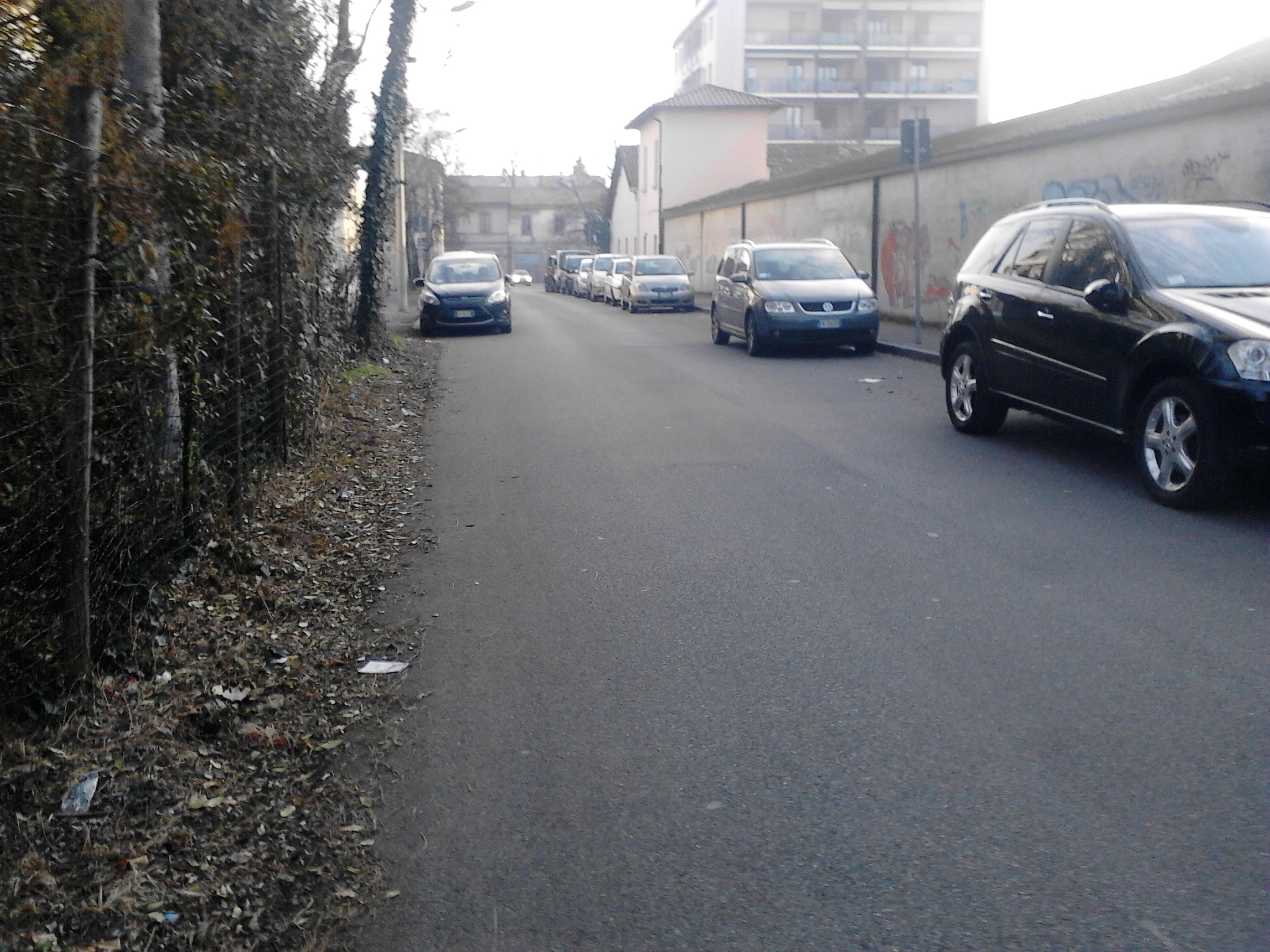
Via Melette di Gallio